# En el riu Cache la Poudre, Colorado
En el riu Cache La Poudre, Colorado, que té per títol original On the Cache la Poudre River, Colorado, és una obra de Worthington Whittredge, datada l'any 1871. Worhington Whitredge fou un pintor paisatgista estatunidenc de l'Escola del Riu Hudson, que va assolir gran anomenada en la seva època, 

## Introducció
Whittredge va fer un total de tres viatges a l'Oest dels Estats Units. A la primera expedició, entre 1865 i 1866, Whittredge, amb Sanford Robinson Gifford i John Frederick Kensett va acompanyar John Pope des de Fort Leavenworth (Kansas) vers Fort Kearny (Nebraska), fins a la branca sud del Riu Platte, a través de Denver, i després al sud, al llarg de les muntanyes Rocoses orientals, vers Nou Mèxic. Els altres dos viatges a l'Oest van tenir lloc els anys 1870 i 1871.
Whittredge només va realitzar una quarantena d'estudis a l'oli i llenços acabats, basats en la temàtica de l'Oest nord-americà. La majoria d'aquestes obres van ser realitzades en el seu estudi de Nova York a partir dels esbossos realitzats durant el primer viatge. El seu estil va experimentar alguns canvis, potser degut a la influència de l'escola de Barbizon. La seva pinzellada va esdevenir més lleugera, va començar a fragmentar la pigmentació, i va abandonar la tècnica d'envernissat i veladura que donava un aspecte uniforme i una il·luminació etèria a les pintures de la seva etapa anterior. Tot i que durant el viatge de 1870  va produir molts estudis de primer pla, els esbossos sobre el tema de l'oest dels anys 1870 i 1871 mostren punts de amb àmplies perspectives al fons de la composició.

## Anàlisi de l'obra
Probablement l'esbós d'aquest llenç va ser realitzat durant el seu darrer viatge a l'Oest, l'any 1871, quan va viatjar sol i es va concentrar en la regió de la vall de Greeley. Aquest llenç, representant vells pollancres al llarg de la vora d'un riu lent i tranquil, es considera la culminació de les seves obres realitzades sobre el paisatge al voltant de Greeley. Els pollancres ja havien cridat la seva atenció en el seu primer viatge a l'Oest, però no van esdevenir l'únic tema d'una obra fins que no va tornar-hi, els anys 1870 i 1871.
Whittredge va tornar a Colorado el juliol de 1870, precisament per fer esbossos de pollancres, per tal de poder repintar el bosc en la seva pintura "Crossing the ford, Platte River, Colorado". Tot i que el llenç va ser acabat en l'estudi després de fer-ne l'esbós, segueix aquest esbós gairebé en cada detall, i dona la mateixa impressió d'aire humit, d'olor de l'escorça en descomposició, i del fullatge opac.